# Ectopatria subrufescens
Ectopatria subrufescens là một loài bướm đêm thuộc họ Noctuidae. Nó được tìm thấy ở Nam Úc, Victoria và Tây Úc.
Sải cánh dài khoảng 30 mm.
Ấu trùng ăn Bromus unioloides.